# Gleb Pavlovskij
Gleb Olegovič Pavlovskij (in russo Глеб Оле́гович Павло́вский?; Odessa, 5 marzo 1951 – Mosca, 26 febbraio 2023) è stato un politologo, giornalista e attivista russo descrittosi come "tecnologo politico".
Durante l'era dell'Unione Sovietica è stato perseguitato come dissidente. Dal 1996 al 2011 è stato consigliere politico di Vladimir Putin. Dopo di allora, è stato critico del governo russo.
Pavlovskij è stato presidente della "Fondazione per una Politica Effettiva" (FEP). Nel 1997, ha aiutato la creazione di Russian Journal, uno dei siti più vecchi della Russia.  Pavlovskij e la FEP hanno organizzato e finanziato molti dei primi siti di Runet, incluso Lenta.Ru. Dal 2005 al 2008, Pavlovskij ha ospitato il telegiornale settimanale Real Politics, trasmesso su NTV Russia alle 22:00 di sabato. Nel 2012 è diventato caporedattore di Gefter.ru, un blog in lingua russa intitolato allo storico sovietico Mikhail Gefter (1918–1995).

## Biografia
Pavlovskij è nato a Odessa, in Ucraina, il 5 marzo 1951 in una famiglia di ingegneri. Dal 1968 al 1973 ha studiato storia all'Università di Odessa. La sua prima pubblicazione (su un giornale universitario) è stata censurata dal Politburo per il suo presunto "umore anarchico ed estremista di sinistra".
All'età di 21 anni, Pavlovskij e i suoi amici organizzarono una comune politica ,"Субъект Исторической Деятельности" (Soggetto di azione storica), ispirata dallo spirito delle proteste del 1968 e dagli ideali del marxismo intellettuale (allora si definiva un "Zen marxista"). In questa fase, Pavlovskij iniziò ad aumentare i suoi legami con il movimento dissidente a Odessa. Negli anni '70 si recò a Mosca per incontrare altri compagni dissidenti: Michail Gefter, Genrich Batiščev, Grigorij Pomeranc e altri. È entrato in contatto per la prima volta con il KGB nel 1974.
Con il passare degli anni '70, Pavlovskij consolidò il suo posto nel movimento dissidente di Mosca e iniziò a pubblicare un giornale clandestino intitolato "Poiski", riuscendo ad evitare solo per un certo tempo l'interferenza del KGB. Nel 1982 fu arrestato per attività antisovietica e condannato a 3 anni di esilio nella Repubblica di Komi.  Prima del processo, ha collaborato inizialmente con le autorità, anche se durante il processo ha rinnegato la sua testimonianza.  A Komi si guadagnava da vivere come imbianchino e fuochista. Nel 1985 era tornato alla vita civile a Mosca, dove riuscì a perseguire ulteriori impegni. Nel 1991-1992 è stato vicepresidente della casa editrice Kommersant, nel 1994 è stato sino al 1995 redattore capo della rivista trimestrale Переделы Власти, nel 1995 ha fondato e condiretto la rivista Sreda.
Nel 1995 ha creato la "Fondazione per una Politica Effettiva" (in russo: Фонд эффективной политики) insieme a Maksim Mejer e Marat Gelman, dirigendola sino al 2009. Nel 1997 è stato il fondatore e responsabile della rivista Internet Russian Journal (potrebbe essere il primo blog russo), nel 2005 ha cofondato e diretto la casa editrice Europe, nell'aprile 2012 ha fondato (e diretto) anche il blog Gefter.ru.
Tra il 1996 e il 2011, Pavlovskij ha lavorato a stretto contatto con Vladimir Putin come consigliere del Cremlino e stratega politico durante il mandato iniziale di Putin come presidente e primo ministro.  Pavlovskij è stato licenziato da questa posizione nella primavera del 2011. È quindi diventato un critico del governo russo.
Nel giugno 2020, in occasione della pandemia del COVID-19, ha detto di Putin in un'intervista al quotidiano italiano Il Riformista: "Putin non è una figura poi così importante nella nostra politica. È importante l’élite che lo circonda. Putin è diventato un anello di troppo del sistema che ha creato: così lo vede oggi il suo entourage. Persone che sono dove sono grazie a lui, e che hanno ancora bisogno di lui per avere legittimità. Ma che ultimamente non hanno visto alcun aiuto da parte sua. Perché Putin oggi non risolve nulla e non gestisce nulla. Solo, controlla attentamente che nessun altro prenda il suo posto".
Pavloskij è morto la notte del 27 febbraio 2023 all'età di 72 anni nel primo ospizio di Mosca intitolato a Vera Millionshchikova. La causa della morte è stata una grave malattia.

## Vita privata
È stato sposato tre volte. All'inizio degli anni '70 sposò Olga Gapeeva, dalla quale ebbe un figlio, Sergei. Nel 1976 il matrimonio si sciolse. Si è poi sposato altre due volte. In complesso ha avuto sei figli.

## Premi
- Gratitudine del Presidente della Federazione Russa (25 luglio 1996) - per la partecipazione attiva all'organizzazione e allo svolgimento della campagna elettorale del Presidente della Federazione Russa nel 1996
- Gratitudine del Presidente della Federazione Russa (12 agosto 1999) - per la partecipazione attiva alla preparazione del Discorso del Presidente della Federazione Russa all'Assemblea Federale nel 1999
- Medaglia dell'Ordine "Al Merito alla Patria", II grado (23 aprile 2008) - per il supporto informativo e le attività sociali attive per lo sviluppo della società civile nella Federazione Russa
- Gratitudine del Presidente della Federazione Russa (5 maggio 2011) - per il suo grande contributo allo sviluppo dei media domestici, molti anni di lavoro coscienzioso e attività sociale attiva
- Vincitore del Premio letterario Alexander Pyatigorsky (2020) - per aver creato un nuovo linguaggio descrittivo per il sistema di potere che si è formato in Russia negli ultimi vent'anni e uno dei cui creatori era l'autore stesso